# Монгольський Алтай
Монго́льський Алта́й — гірська система в Монголії і Китаї.
- Довжина із північного заходу на південний схід приблизно на 1500 км.
- Ширина від 300 до 150 км.
- Пересічна висота 3000— 3600 м, найбільша — 4356 м (у групі вершин Таван-Богдо-Ула) та до 4362 м (гора Мунх-Хайрхан-Ула).

Складається з декількох паралельних хребтів, розділених подовжніми тектонічними долинами. Вершини хребтів переважно платоподібні; у пасмовій частині є головним чином карові і висячі льодовики (найбільший — льодовик Потаніна).
Характерною рисою Монгольського Алтаю є асиметрія схилів, згладжені вершини, чергування гірських піднять із міжгірськими западинами.
Складений переважно палеозойськими кристалічними сланцями, порфірами, порфіритами і гранітами.
У Монгольському Алтаї беруть початок річки: Іртиш, Урунгу, Кобдо.
Південно-західні схили зволожені сильніше, ніж північно-східні, тому на південно-західних схилах розвинені лісо-лугові ландшафти (у складі лісів переважають ялина і модрина), що зміняються донизу степами, а догори — альпійськими луками. На північно-східних схилах панують степи і напівпустелі, в міжгірських западинах — напівпустелі. Схили в басейнах Іртиша і частково Кобдо вкриті лісами.
Гірська система Монгольський Алтай на півночі підходить до високогір'їв Південного Алтаю, на заході та півдні розташовуються напівпустелі і пустелі Джунгарії і Гобі, а вся північно-східна частина системи межує з напівпустелями Улоговини Великих озер. На сході Монгольського Алтаю розташовується Алаг-Нурська западина, що відокремлює його від Гобійського Алтаю (висота до 3900 м). На північно-західному краї хребта знаходиться озеро Канас.

## Ресурси Інтернету
- Монгольський Алтай у ВРЕ(рос.)
- Словник сучасних географічних назв — Монгольський Алтай[недоступне посилання з липня 2019](рос.)
- Фотоальбом Монгольського Алтаю [Архівовано 3 листопада 2013 у Wayback Machine.]

| Китай | Це незавершена стаття з географії КНР. Ви можете допомогти проєкту, виправивши або дописавши її. |

| Монголія | Це незавершена стаття з географії Монголії. Ви можете допомогти проєкту, виправивши або дописавши її. |